# Болд Монарх
Болд Монарх (англ. Bold Monarch) — международные военно-морские учения стран Североатлантического альянса (НАТО) по поиску, спасанию и оказанию помощи аварийным подводным лодкам. Проводятся с 1987 года раз в три года. С 2005 года в учениях принимают участие ВМС стран, не входящих в НАТО, в частности — ВМФ России (в 2005, 2008 и 2011 годах).

## Об учениях
Страны-участники демонстрируют не только уровень своей подготовки, но и новейшие достижения техники и способы её применения при оказании помощи аварийной подводной лодке, лежащей на грунте. Проверяется совместимость систем спасения с аварийно-спасательными устройствами подводных лодок различных проектов и стран, приобретается опыт совместной работы и проведения международных спасательных операций. Считается, что единый подход к спасательным операциям и обмен опытом помогут флотам разных стран действовать более эффективно в случае аварийных происшествий с кораблями и подводными лодками в море.
С 2005 года в учениях принимают участие ВМС стран, не входящих в НАТО, в частности — ВМФ России. Участие российских специалистов стало возможным во многом благодаря международной спасательной операции на подводной лодке К-141 «Курск». Однако учения в 2014 году проводились уже без участия России по причине прекращения сотрудничества России и НАТО из-за аннексии Крыма Россией.
С 1987 года было проведено девять учений, последние (Болд Монарх — 2014) — в 2014 году. Следующие учения «Болд Монарх-2017» состоятся в 2017 году в Турции.

## Sorbet Royal — 2005
Учения «Sorbet Royal — 2005» проводились у берегов Италии с 19 по 30 июня 2005 года. В числе других 14 стран-участниц, ВМФ России был представлен силами Черноморского флота и 328-го экспедиционного аварийно-спасательного отряда (328 ЭАСО). Для отработки спасательных мероприятий на дно ложились подводные лодки ВМС Нидерландов, Испании и Турции.

## Болд Монарх — 2008
В 2008 году в учениях «Bold monarch — 2008» (Норвегия, побережье Кристиансанн) участвовали 14 стран. Проводились с 26 мая по 6 июня. От ВМФ России участвовали спасательное судно Северного флота «Георгий Титов» с подводным аппаратом «АС-34» на борту и 328 ЭАСО ВМФ России.
На учениях отрабатывались спасательные мероприятия на трёх условно затонувших подводных лодках ВМС Норвегии, Польши и Нидерландов.

## Болд Монарх — 2011
Восьмые военно-морские учения «Болд Монарх — 2011» прошли у берегов Испании (порт Картахена) с 30 мая по 9 июня 2011 года. В них приняли участие корабли, авиация и подводные лодки ВМС 20-ти стран НАТО. ВМФ России был представлен дизельной подводной лодки Б-871 «Алроса» Черноморского флота, спасательным буксиром «Шахтёр», килекторным судном «КИЛ-158» и спасательным судном «Эпрон». На борту «КИЛ-158» находился аэромобильный поисково-спасательный комплекс «Пантера-плюс», состоящий на вооружении 328-го экспедиционного аварийно-спасательного отряда ВМФ России.
По сценарию учений «Алроса» легла на грунт, обозначая аварийную подводную лодку, а спасательные силы НАТО организовывали эвакуацию экипажа под водой. Впервые экипаж российской подводной лодки работал вместе со специалистами ВМС США, оснащёнными системой Submarine Rescue Diving and Recompression System (SRDRS). Также на грунт ложились подводные лодки ВМС Испании, Португалии и Турции.
На спасательном судне «Эпрон» прошло медицинское учение, в ходе которого российские специалисты оказывали помощь подводникам, покинувшим аварийную подлодку через спасательный колокол СК-64, либо вышедших на поверхность при помощи свободного всплытия.
По оценке специалистов 328 ЭАСО ВМФ, водолазное снаряжение и оборудование российской группы, в целом, соответствовало оснащённости иностранных мобильных водолазных команд, а по отдельным позициям — превосходило его. Уровень подготовки — значительно выше и сравним с группой ВМС Турции, которые также целенаправленно готовились к учениям, а не отправляли на них для тренировок своих молодых специалистов. По оценке командования НАТО, участие группы ВМФ России оказалось полностью интегрировано в общий ход учений, и российские моряки оказали существенную помощь в том, чтобы учения завершились успешно.
- Участники учений
- Дизель-электрическая подводная лодка Б-871 «Алроса» проекта 877В «Палтус»
- Килекторное судно «КИЛ-158»
- Спасательный модуль ВМС США Submarine Rescue Diving and Recompression System

## Dynamic Monarch — 2014
Восьмые военно-морские учения «Dynamic Monarch — 2014» прошли у берегов Польши (военно-морская база Гдыня) с 12 по 23 мая 2014 года. В них приняли участие 7 кораблей, 3 подводные лодки, вертолёты и наблюдатели ВМС 18-ти стран НАТО. Первоначально планировалось участие в них сил Балтийского флота ВМФ России, однако по причине прекращения сотрудничества России и НАТО из-за аннексии Крыма Россией ВМФ России участия в этих учениях не принимал.